# Nicolás Da Campo
Hernán Nicolás Da Campo (Capitán Bermudez, Provincia de Santa Fe, Argentina; 6 de agosto de 1994) es un futbolista argentino. Juega de volante y su equipo actual es Sport Boys de la Liga1 de Perú.

## Trayectoria

### Rosario Central
Da Campo realizó las divisiones menores en Rosario Central. Debutó profesionalmente el 28 de noviembre del 2014 frente a Olimpo de Bahía Blanca de la mano de Miguel Ángel Russo, quien sería reemplazado por Eduardo Coudet. Compartió equipo con Pol Fernandez, Giovani Lo Celso, Sebastián Abreu y el colombiano Teofilo Gutierrez.
Fue enviado a préstamo para la temporada 2016/17, siendo recordado el gol que le hizo a Boca Juniors en La Bombonera.
El 27 de noviembre es oficializado como nuevo refuerzo de Sport Boys del Callao.

## Estadísticas

### Clubes
| Rosario Central Argentina | 1.ª                 | 2014                | 2   | 0 | 0 | 0 | - | - | 2   | 0 | 0    |
| Rosario Central Argentina | 1.ª                 | 2015                | 1   | 0 | 0 | 0 | - | - | 1   | 0 | 0    |
| Rosario Central Argentina | 1.ª                 | 2016                | 1   | 0 | 0 | 0 | 1 | 0 | 1   | 0 | 0    |
| Rosario Central Argentina | 1.ª                 | 2017-18             | 4   | 0 | 0 | 0 | 1 | 0 | 5   | 0 | 0    |
| Rosario Central Argentina | Total club          | Total club          | 8   | 0 | 0 | 0 | 2 | 0 | 10  | 0 | 0    |
| Quilmes Argentina | 1.ª                 | 2016-17             | 24  | 3 | 2 | 0 | - | - | 26  | 3 | 0.12 |
| Quilmes Argentina | Total club          | Total club          | 24  | 3 | 2 | 0 | - | - | 26  | 3 | 0.12 |
| San Martín (SJ) Argentina | 1.ª                 | 2018-19             | 8   | 0 | 1 | 0 | - | - | 9   | 0 | 0    |
| San Martín (SJ) Argentina | Total club          | Total club          | 8   | 0 | 1 | 0 | - | - | 9   | 0 | 0    |
| Chacarita Juniors Argentina | 2.ª                 | 2019-20             | 13  | 0 | - | - | - | - | 13  | 0 | 0    |
| Chacarita Juniors Argentina | Total club          | Total club          | 13  | 0 | - | - | - | - | 13  | 0 | 0    |
| Olympiakos Volou · Grecia | 3.ª                 | 2020-21             | 0   | 0 | - | - | - | - | 0   | 0 | 0    |
| Olympiakos Volou · Grecia | 2.ª                 | 2021-22             | 0   | 0 | 0 | 0 | - | - | 0   | 0 | 0    |
| Olympiakos Volou · Grecia | Total club          | Total club          | 0   | 0 | 0 | 0 | - | - | 0   | 0 | 0    |
| Apollon Larissa · Grecia | 2.ª                 | 2020-21             | 17  | 0 | - | - | - | - | 17  | 0 | 0    |
| Apollon Larissa · Grecia | Total club          | Total club          | 17  | 0 | - | - | - | - | 17  | 0 | 0    |
| Brown de Adrogué Argentina | 2.ª                 | 2022                | 22  | 2 | - | - | - | - | 22  | 2 | 0.09 |
| Brown de Adrogué Argentina | 2.ª                 | 2023                | 30  | 1 | - | - | - | - | 30  | 1 | 0.03 |
| Brown de Adrogué Argentina | Total club          | Total club          | 52  | 3 | - | - | - | - | 52  | 3 | 0.06 |
| Temperley Argentina | 2.ª                 | 2024                | 34  | 0 | 3 | 0 | - | - | 37  | 0 | 0    |
| Temperley Argentina | Total club          | Total club          | 34  | 0 | 3 | 0 | - | - | 37  | 0 | 0    |
| Sport Boys · Perú | 1.ª                 | 2025                | 18  | 2 | - | - | - | - | 18  | 2 | 0.11 |
| Sport Boys · Perú | Total club          | Total club          | 18  | 2 | - | - | - | - | 18  | 2 | 0.11 |
| Total en su carrera | Total en su carrera | Total en su carrera | 174 | 8 | 6 | 0 | 2 | 0 | 182 | 8 | 0.04 |
| (1) Las copas nacionales se refiere a la Copa Argentina, a la Copa de la Superliga Argentina y a la Copa de Grecia. (2) Las copas internacionales se refiere a la Copa Libertadores y a la Copa Sudamericana. (3) Media de goles por encuentro. No incluye goles en partidos amistosos. |                     |                     |     |   |   |   |   |   |     |   |      |

## Palmarés
| Competición   | Club            | País      | Año  |
| ------------- | --------------- | --------- | ---- |
| Copa Santa Fe | Rosario Central | Argentina | 2017 |